# 보나르카도
보나르카도(Bonarcado, 사르데냐어: Bonaccatu)는 이탈리아 사르데냐 주 오리스타노도에 있는 코무네이다. 칼리아리에서 북서쪽으로 약 110 킬로미터 (68 mi), 오리스타노에서 북쪽으로 약 25 킬로미터 (16 mi) 떨어져 있다.
보나르카도는 다음 코무네들과 경계를 이룬다: 바울라두, 밀리스, 파울릴라티노, 산투루수르주, 세네게.